# Die Götter müssen verrückt sein
Die Götter müssen verrückt sein ist ein südafrikanischer Kinofilm aus dem Jahr 1980, dem 1989 und 1993 zwei weitere Teile folgten. Jamie Uys schrieb das Drehbuch und führte Regie bei den ersten beiden Teilen. Die Filmkomödien der Reihe erzählen die Geschichte eines Buschmanns aus der Wüste Kalahari, dessen Stamm erstmals Kontakt mit der westlichen Zivilisation hat. Der Film erhielt 1984 eine Nominierung für den César als Bester ausländischer Film.

## Handlung
In der afrikanischen Kalahari-Wüste sorgt eines Tages eine aus einem Flugzeug geworfene gläserne Coca-Cola-Flasche für ziemliche Aufregung unter den Eingeborenen. Die Flasche landet direkt vor den Füßen des Stammesoberhauptes Xi, der sie für ein Zeichen der Götter hält.
Allerdings haben die Eingeborenen keine Ahnung, wozu dieses Geschenk der Götter gut sein könnte, und so will jeder einmal versuchen, es herauszubekommen. Dies führt zu immer mehr Streit unter den Stammesangehörigen, weil es dieses „Werkzeug“ im Gegensatz zu anderen Gegenständen in ihrer Umgebung nur einmal gibt. Deshalb beschließt Xi, das „böse Ding“ an das „Ende der Welt“ zu bringen, um es den Göttern zurückzugeben. Xi verlässt zum ersten Mal sein Territorium. Unterwegs trifft er auf den Mikrobiologen Steyn und die Lehrerin Thompson, die Xi wegen ihrer hellen Hautfarbe sogleich für Götter hält. Auch hält er eine Herde Ziegen für ihm unbekannte Wildtiere und erlegt eine davon, um seinen Hunger zu stillen. Weil er sich mit dem herbeigerufenen Polizisten nicht verständigen kann, wird er von diesem angeschossen und vor Gericht wegen der Tötung der Ziege zu drei Monaten Haft verurteilt. Gerichtsdolmetscher Mpudi, der auch Steyns Assistent ist, und Steyn können Xi aus dem Gefängnis retten, weil es ein Gesetz gibt, wonach anstelle der Gefängnisstrafe auch die gleiche Zeit Arbeit geleistet werden darf, und Steyn kann Xi als einheimischen Pflanzenkundigen beschäftigen.
Eine Gruppe Terroristen um Sam Boga hat inzwischen Thompson und ihre Schulklasse als Geiseln genommen, um die ihn verfolgende Polizei auf Abstand zu halten. Ein Schulkind aus der entführten Gruppe stößt zu Steyn und macht ihn auf die unweit lagernden Entführer aufmerksam. Xi geht in den Kleidern der Schülerin zum Lager und kann die Terroristen mit kleinen Betäubungspfeilen in Schlaf versetzen, die hinzukommende Polizei nimmt sie fest. Steyn entlässt Xi, dieser findet das „Ende der Welt“ an einer Steilklippe, wirft die Colaflasche hinunter und kann nun zu seinem Stamm zurückkehren. Der in Anwesenheit Thompsons extrem tollpatschige Steyn wird bei einem erneuten Besuch bei ihr von der Lehrerin geküsst.

## Kritik
Der Film erhielt überwiegend positive Kritiken und erreicht bei Rotten Tomatoes eine Bewertung von 95 %, basierend auf 22 Kritiken. Die durchschnittliche Bewertung beträgt 7,4/10. Der US-amerikanische Filmkritiker Roger Ebert gab dem Film drei von vier Sternen und bemerkte, es sei leicht, eine „Farce über merkwürdige Begebenheiten in der Wüste zu machen“, aber deutlich schwieriger, „witzige Interaktionen zwischen der Natur und der menschlichen Natur zu zeigen“; der Film sei „ein wunderbarer kleiner Schatz“. Das Lexikon des internationalen Films schrieb jedoch, die „vielversprechende satirische Ausgangsparabel“ werde „mit einer Liebesgeschichte und einer actionhaften Verfolgungsjagd verschnitten, bis sie zur anspruchslosen Klamotte verkommt“.

## Fortsetzungen
1989 erschien die Fortsetzung Die Götter müssen verrückt sein II.
Es folgten drei in Hongkong produzierte inoffizielle Fortsetzungen:
1991 erschien der dritte Teil Crazy Safari, der in Deutschland unter dem Titel Jetzt noch mehr verrückte Götter auf Video veröffentlicht wurde.
1993 folgte der vierte Teil Crazy Hong Kong, der in Deutschland Hilfe – Buschmann entlaufen! hieß. Er erschien im Jahre 2004 als DVD unter dem Titel Die Götter müssen verrückt sein III, Regie führte Welson Chin. Wieder geht es um eine Colaflasche, diesmal mit einem ausgestopften Vogel darin. Xixo reist der Frau nach, die den Vogel in die Flasche stopfte, um ihn von ihr herausholen zu lassen.
1994 folgte ein fünfter Teil The Gods Must Be Funny in China, welcher bisher nicht auf Deutsch erschien.
Regisseur Jamie Uys starb im Jahr 1996. Der Hauptdarsteller Nǃxau starb im Jahr 2003, kurz nach den Dreharbeiten für eine Dokumentation über ihn, vermutlich an Tuberkulose.